# TweeVV
TweeVV is een volleybalvereniging uit Ede, Gelderland, Nederland. In het seizoen 2022/2023 spelen zowel het eerste mannen- als vrouwenteam in de Derde divisie.

## Algemeen
De club heeft een brede seniorenlijn met 6 damesteams en 3 herenteams. Een actieve jeugd met diverse A, B en C teams en kinderteams. Topsporthal Van der Knaaphal is de thuishaven van de club. TweeVV is een vereniging met ruim 200 leden.

## Geschiedenis
De vereniging TweeVV bestaat sinds 1987. Toch was er al veel eerder volleybal in Ede – zelfs op hoog niveau – want in 1952 werd de Edese Volleybalvereniging, EVV, opgericht. Daaruit is, via de omnivereniging Reehorst, het huidige TweeVV ontstaan. Met deze naam, Tweede Edese Volleybalvereniging, wilde de vereniging de draad van de – succesvolle – historie weer oppakken.